# NGC 7639
NGC 7639 (również IC 1485 lub PGC 71256) – galaktyka eliptyczna (E-S0), znajdująca się w gwiazdozbiorze Pegaza. Odkrył ją Andrew Common 8 sierpnia 1880.